# エスタジオ・アウグスト・バウエル
エスタジオ・アウグスト・バウエル（ポルトガル語: Estádio Augusto Bauer）は、ブラジル・サンタカタリーナ州ブルスキにあるサッカー競技場。

## 概要
1931年6月7日開業で、収容人数は5000人。CAカルロス・レナウシュが管理しており、全国リーグ所属のブルスキFCもこのスタジアムを本拠地にしている。

## 歴史
1931年6月7日に行われたCAカルロス・レナウシュ対CNマルシリオ・ジアスが杮落しの試合となったが、ホームはこの試合を0-1で落とした。その後1950年代に拡張され、観客席の増加やフィールドの拡幅、照明設置などが行われた。